# 슬라브카 코호우트
슬라브카 코호우트는 미국의 피겨 스케이팅 선수였고 현재는 코치이다.

## 선수 경력
코호우트는 1950년 전미국 선수권 대회 주니어 부문에서 동메달을 획득했다. 그녀는 2002년에 미국 피겨 스케이팅 명예의 전당에 헌액되었다.